# لورا لا پلانت
لورا لا پلانت (انگلیسی: Laura La Plante؛ ‏ ۱ نوامبر ۱۹۰۴ – ۱۴ اکتبر ۱۹۹۶) بازیگر اهل ایالات متحده آمریکا در دوره فیلم صامت بود. وی بین سال‌های ۱۹۲۱ تا ۱۹۳۴ میلادی فعالیت می‌کرد.
اولین فیلم خویش را در سن ۱۵ سالگی بازی کرد. وی در دهه ۱۹۲۰ در بیش از ۶۰ فیلم ظاهر شد که از میان آن‌ها می‌توان به سلطان جاز و دختر دارای مال و منال اشاره کرد.